# 芝ヶ原古墳
芝ヶ原古墳（しばがはらこふん、芝ケ原古墳/芝ヶ原12号墳）は、京都府城陽市寺田大谷にある古墳。形状は前方後方墳。久津川古墳群（うち芝ヶ原古墳群）を構成する古墳の1つ。国の史跡に指定され、出土品は国の重要文化財に指定されている。

## 概要
京都府南部、城陽市北部の丘陵上に築造された古墳である。一帯では久津川車塚古墳を始めとする久津川古墳群が分布し、その支群の芝ヶ原古墳群を構成する古墳の1つ（芝ヶ原12号墳）になる。1986年（昭和61年）に宅地開発に先立つ発掘調査が実施されている。
墳形は前方後方形で、前方部を南に向けたが、現在では前方部は削平されている（残存長は21メートル）。墳丘の段築は認められておらず、墳丘外表で葺石は認められていない。また墳丘周囲には周溝が巡らされる。埋葬施設は組合式木棺の直葬で、木棺は長さ3メートル・幅0.8メートル、木棺を埋納した土壙は長さ4.7メートル・幅2.5メートルを測る。木棺内からは銅鏡・銅釧・玉類などの副葬品が出土しており、特に銅釧の出土は珍しい例として注目される。
築造時期は、古墳時代初頭の3世紀中葉（または3世紀前半）頃と推定される。南山城地方では椿井大塚山古墳に先行し、当時としては一帯で最有力の首長墓の1つに位置づけられる。
古墳域は1989年（平成元年）に国の史跡に指定され、出土品は1990年（平成2年）に国の重要文化財に指定されている。現在では史跡公園として整備されたうえで公開されている。なお、2016年（平成28年）には久津川車塚古墳などの古墳4基を包括する国の史跡「久津川古墳群」が指定されたが、本古墳はこれには含まれていない。

## 遺跡歴
- 1986年（昭和61年）6-8月、宅地開発に伴う発掘調査（城陽市教育委員会、1987年に報告）[5]。
- 1989年（平成元年）9月6日、国の史跡に指定[5]。
- 1990年（平成2年）6月29日、出土品が国の重要文化財に指定[6]。
- 2008・2009年度（平成20・21年度）、史跡整備に伴う発掘調査（城陽市教育委員会、2014年に報告）。
- 2012年（平成24年）1月24日、史跡範囲の追加指定[5]。
- 2012年度（平成24年度）、史跡整備に伴う発掘調査（城陽市教育委員会、2014年に報告）。

## 墳丘

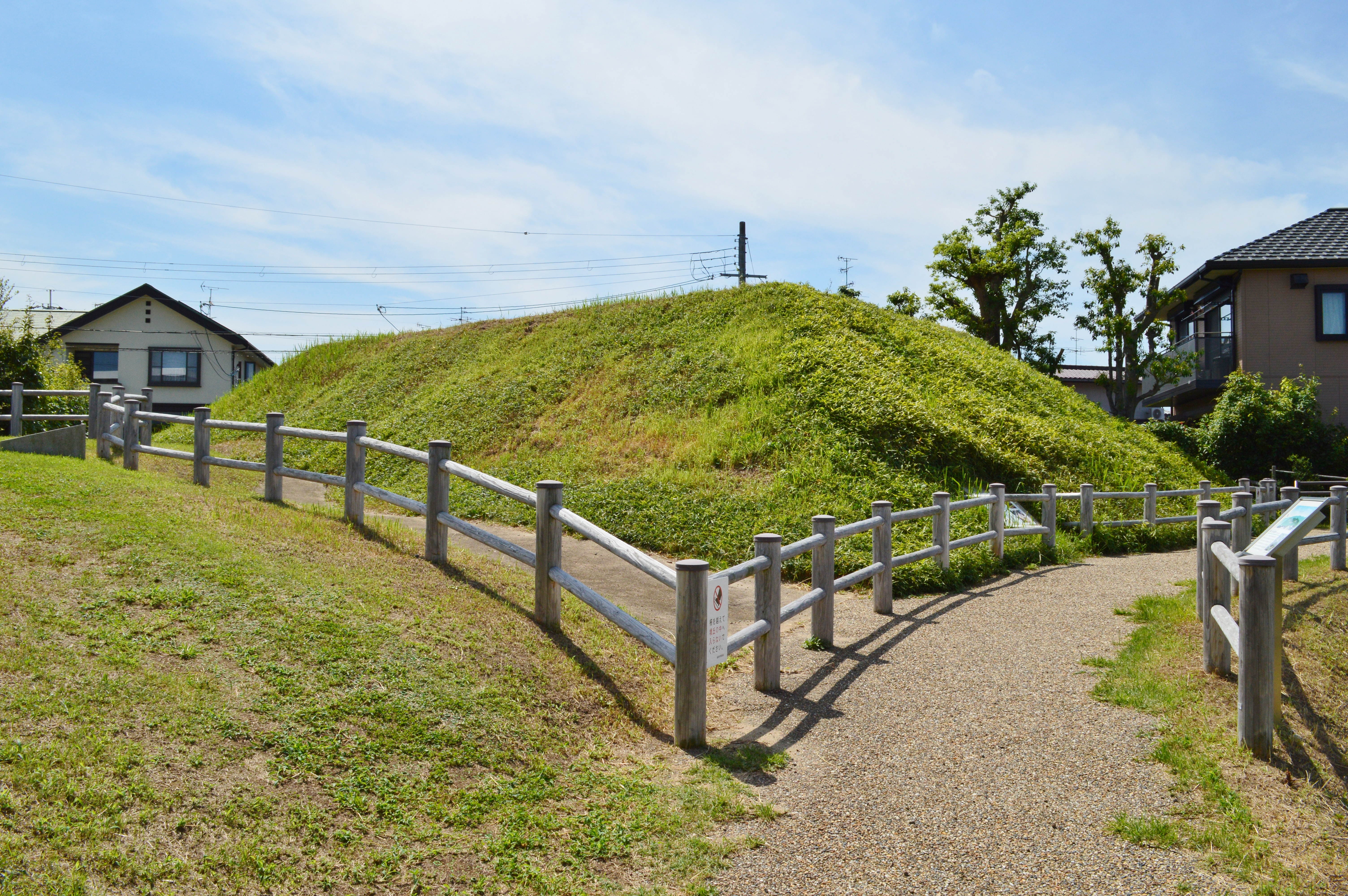
後方部墳丘

墳丘の規模は次の通り。
- 後方部
  - 南北：21メートル
  - 東西：19メートル
- 前方部
  - 長さ：約3.5メートル
- くびれ部
  - 幅：11.6メートル

## 出土品

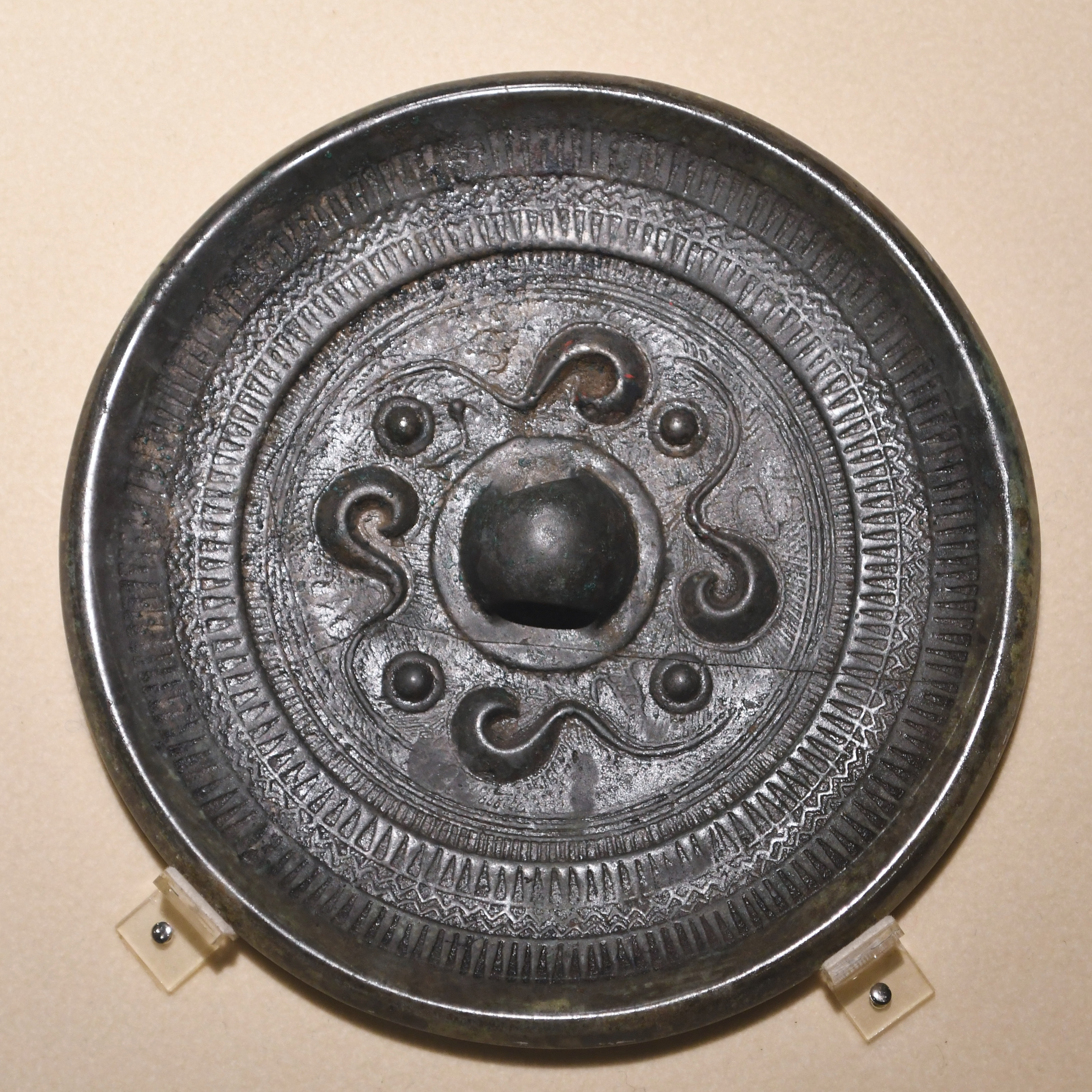
四獣鏡城陽市歴史民俗資料館（五里ごり館）展示（他画像も同様）。

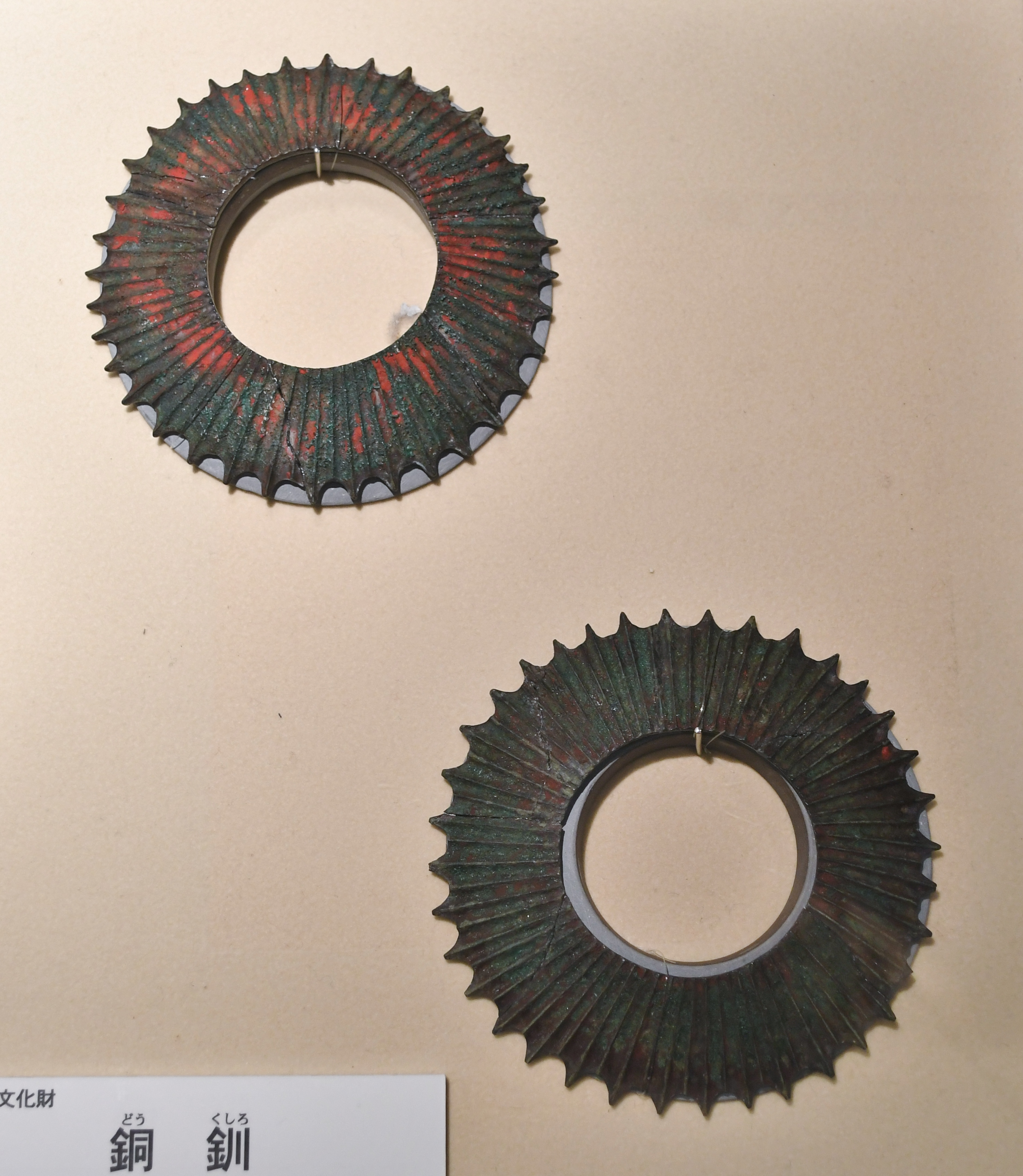
銅釧

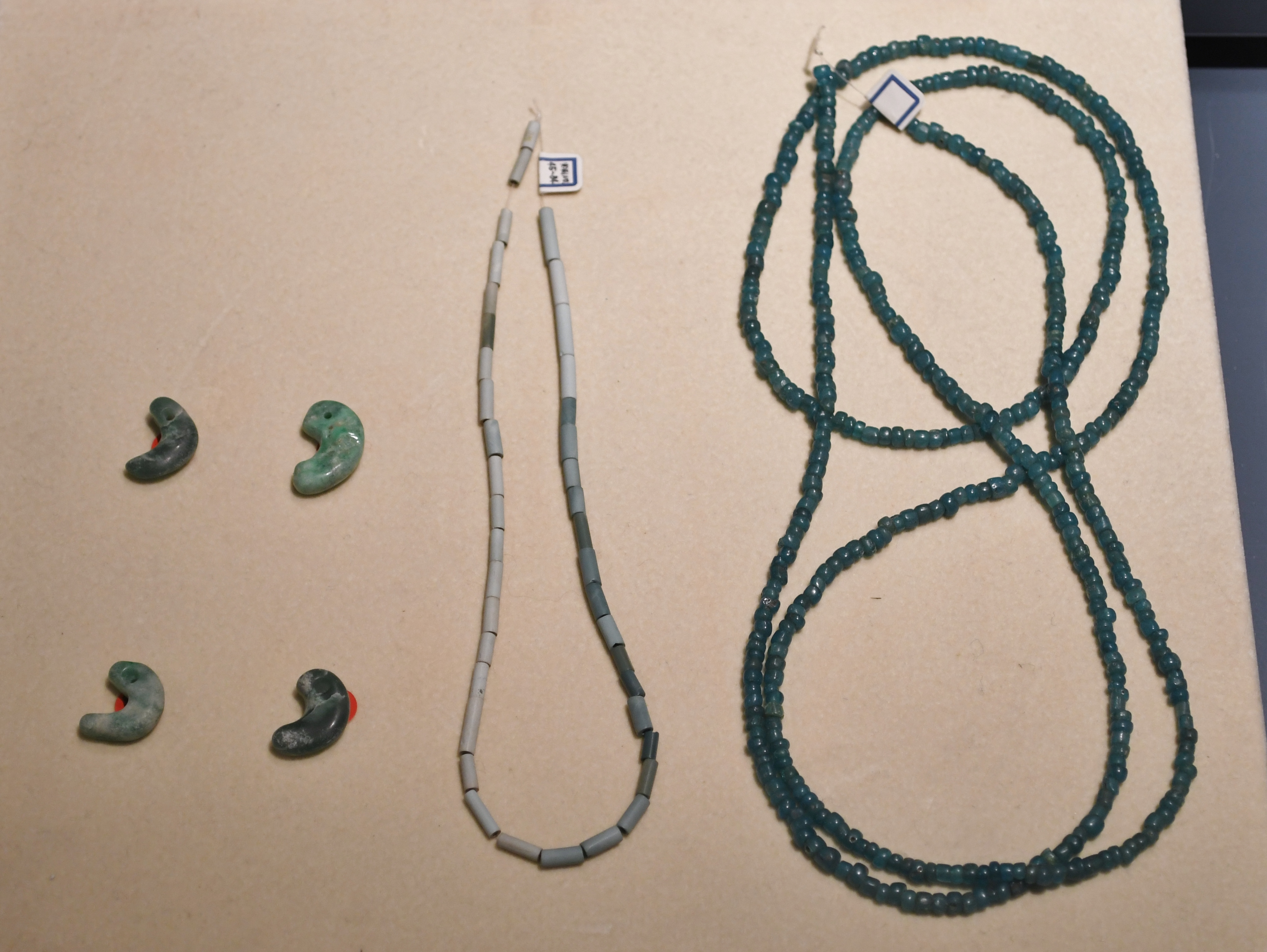
装身具
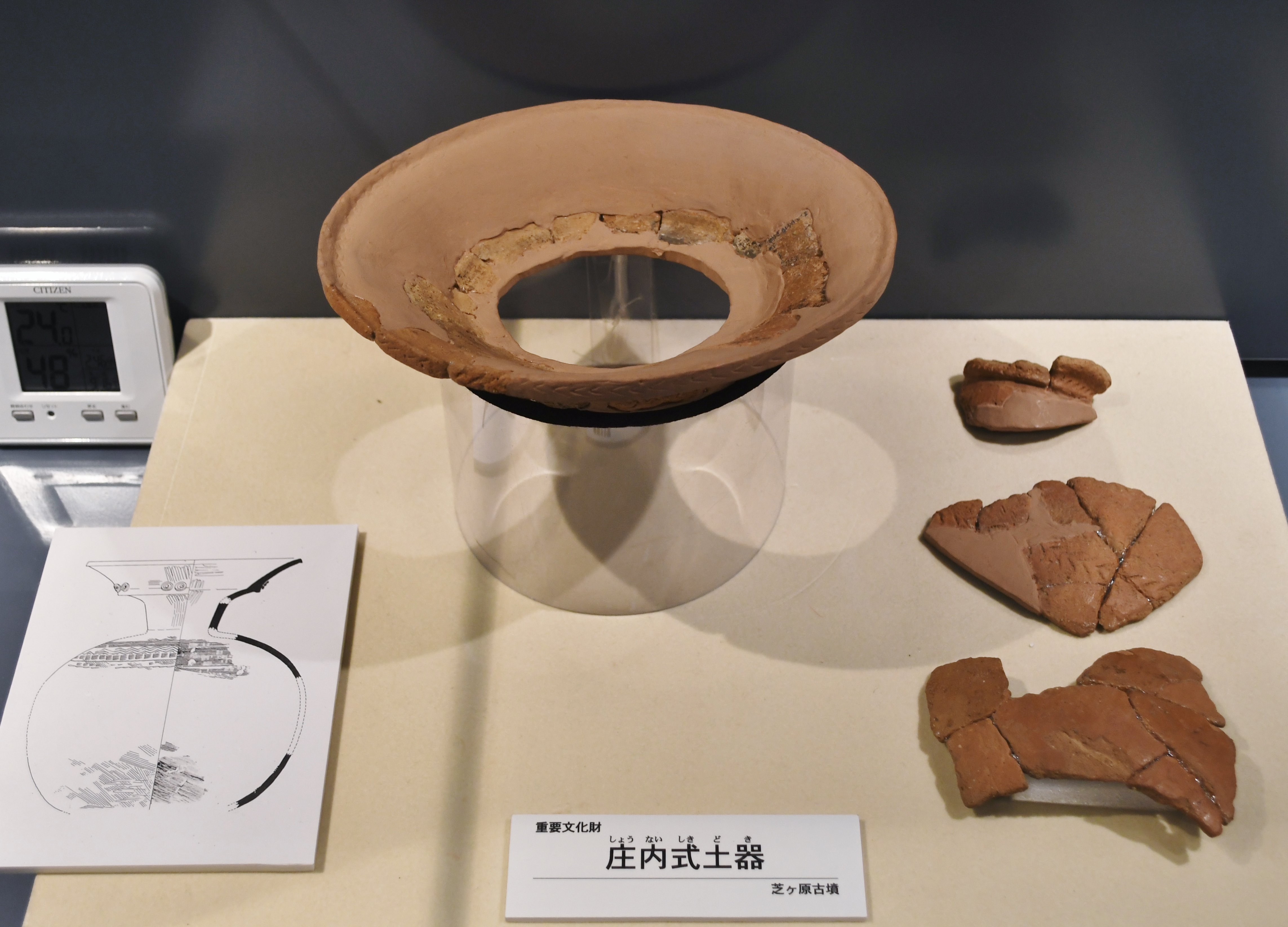
庄内式土器

木棺内から出土した主な副葬品は次の通り（いずれも北小口付近から出土）。
- 四獣形鏡 1面 - 仿製鏡で、直径12センチメートル。
- 銅釧 2点 - 同笵。
- 硬玉製勾玉 8点
- 碧玉製管玉 187点
- ガラス製小玉 1,276点
- ヤリガンナ 1点

以上のほか、墓壙上面の礫敷からは供献土器片として二重口縁壺4点・高坏1点などの庄内式土器が出土している。
- 装身具
- 庄内式土器

## 文化財

### 重要文化財（国指定）
- 京都府芝ケ原古墳出土品（考古資料） - 内訳は後出。城陽市歴史民俗資料館保管。1990年（平成2年）6月29日指定[6]。

- 銅釧 2箇
- 四獣鏡 1面
- 玉類
  - 硬玉勾玉 8箇
  - 碧玉管玉 187箇
  - ガラス小玉 残欠共 一括
- 鉄鉇 1本
- 鉄針残欠 一括
- 鉄鏃残欠 1本
- 土師器残欠 一括
- 附 土師器残欠・埴輪残欠 一括

### 国の史跡
- 芝ヶ原古墳 - 1989年（平成元年）9月6日指定、2012年（平成24年）1月24日に史跡範囲の追加指定[5]。

## 関連施設
- 城陽市歴史民俗資料館（五里ごり館）（城陽市寺田今堀） - 芝ヶ原古墳の出土品を展示。
- 京都府立山城郷土資料館（ふるさとミュージアム山城）（木津川市山城町上狛千両岩） - 芝ヶ原古墳の出土複製品を展示。

## 関連文献
（記事執筆に使用していない関連文献）
- 和田晴吾「芝ケ原墳丘墓」『日本古墳大辞典』東京堂出版、1989年。ISBN 4490102607。
- 『芝ケ原古墳』城陽市教育委員会〈城陽市埋蔵文化財調査報告書第16集〉、1987年。
- 『芝ヶ原古墳発掘調査・整備報告書』城陽市教育委員会〈城陽市埋蔵文化財調査報告書第68集〉、2014年。